# Havana (Texas)
Havana es un lugar designado por el censo ubicado en el condado de Hidalgo en el estado estadounidense de Texas. En el Censo de 2010 tenía una población de 407 habitantes y una densidad poblacional de 193,29 personas por km².

## Geografía
Havana se encuentra ubicado en las coordenadas 26°15′8″N 98°30′40″O / 26.25222, -98.51111. Según la Oficina del Censo de los Estados Unidos, Havana tiene una superficie total de 2.11 km², de la cual 2.1 km² corresponden a tierra firme y (0.37%) 0.01 km² es agua.

## Demografía
Según el censo de 2010, había 407 personas residiendo en Havana. La densidad de población era de 193,29 hab./km². De los 407 habitantes, Havana estaba compuesto por el 92.38% blancos, el 0.25% eran afroamericanos, el 0.25% eran amerindios, el 0.25% eran asiáticos, el 0% eran isleños del Pacífico, el 6.88% eran de otras razas y el 0% pertenecían a dos o más razas. Del total de la población el 99.26% eran hispanos o latinos de cualquier raza.

## Educación
El Distrito Escolar Independiente de La Joya gestiona escuelas públicas que sirven al lugar. Las escuelas son: la Escuela Primaria Sam Fordyce, la Escuela Secundaria Lorenzo de Zavala, y la Escuela Preparatoria La Joya.